# Heide Sachs
Heide Sachs (* 17. Juni 1875 in  Berlin; † 10. März 1960 ebenda) war eine deutsche Dichterin und Vortragskünstlerin.

## Leben und Wirken
Heide (eigentlich Adelheid Luise Clara Bertha) Sachs kam am 17. Juni 1875 als zweites Kind des Buchhalters Albert Samuel Sachs (1852–1908) und dessen Ehefrau Anna Gertrud Margarethe Hedwig (geb. Graf, 1854–?) in Berlin zur Welt. Weil der Vater Jude war, fiel der Tochter nach 1933 der Status als „Halbjüdin“ zu. Heide Sachs gehörte zur weiteren Verwandtschaft des Schauspielers Ernst Ginsberg (1904–1964) und des Architekten Heinz Reifenberg (1894–1968), der 1928 die Journalistin und Gerichtsreporterin Gabriele Tergit (eigentlich Elise Hirschmann, 1894–1982) heiratete.
Heide Sachs war die Verfasserin von Texten zu mehreren Liedern, die Ende der 1920er Jahre von der Unterhaltungskünstlerin Claire Waldoff (1881–1957) interpretiert und eingespielt wurden. Während des Nationalsozialismus war Sachs als „Halbjüdin“ mit Berufsverbot belegt,  und zumindest unter ihrem Klarnamen konnte sie in diesen Jahren nichts veröffentlichen. Über ihre Lebensumstände zu dieser Zeit ist so gut wie nichts bekannt. Erste Gedichte von Heide Sachs erschienen erst nach 1945 wieder in der New Yorker Zeitschrift Aufbau, so etwa die Spottgedichte Herr Schultze macht Karriere und Wunderglaube.
Heide Sachs starb am 10. März 1960 im Alter von 84 Jahren in Berlin. Sie blieb bis an ihr Lebensende unverheiratet und hatte keine Kinder. Ihr Leichnam wurde eingeäschert.

## Werke (Auswahl)
- Berliner Bilderbogen (teils brav, meist ungezogen). Neue Brettl-Lieder. Berlin: Verlag Boll, 1926.
- Mutterken. Neue Berliner Lieder. Berlin: Selbstverlag 1927.
- „Jriener Aal/Der grüne Aal“ (1927, Sprechstück; aufgenommen von Claire Waldoff)
- „Ich rolle Punkt“ (1928, Lied, Musik: Sigismund Witt; aufgenommen von Claire Waldoff)
- „Autolied“ (1928, Lied, Musik: Sigismund Witt; aufgenommen von Claire Waldoff)
- „Die Kartenlegerin“ (1928, Lied, Musik: Paul Strasser; aufgenommen von Claire Waldoff)
- „Muckepicke“ (1928, Lied; Musik, Otto Stransky; aufgenommen von Claire Waldoff)
- „Herr Schultze macht Karriere“ (Gedicht), in: Aufbau, an American weekly, 1. November 1946
- „Wunderglaube“ (Gedicht), in: Aufbau, Aufbau, an American weekly, 11. Juni 1948